# Tipulodina barraudi
Tipulodina barraudi är en tvåvingeart som först beskrevs av Edwards 1932.  Tipulodina barraudi ingår i släktet Tipulodina och familjen storharkrankar. Inga underarter finns listade i Catalogue of Life.